# Lockheed YF-22
Il Lockheed / Boeing / General Dynamics YF-22 era un dimostratore tecnologico statunitense per aerei da combattimento, bimotore, monoposto, progettato per la United States Air Force (USAF). Il progetto è stato finalista nella competizione Advanced Tactical Fighter dell'USAF e ne sono stati costruiti due prototipi per la fase di dimostrazione/convalida della competizione. L'YF-22 vinse la gara contro il Northrop YF-23 ed entrò in produzione come Lockheed Martin-Boeing F-22 Raptor.

## Storia del progetto
Negli anni ottanta, l'USAF iniziò a cercare un sostituto per i suoi aerei da combattimento, in particolare per contrastare gli avanzati Su-27 e MiG-29. Un certo numero di aziende, divise in due team industriali, presentarono le loro proposte. Northrop e McDonnell Douglas presentarono l'YF-23. Lockheed, Boeing e General Dynamics proposero e costruirono l'YF-22, che, sebbene leggermente più lento e con una sezione trasversale radar più ampia, era più agile rispetto all'YF-23.
Principalmente per questo motivo, l'YF-22 è stato scelto dall'Air Force come il vincitore dell'ATF nell'aprile 1991. Dopo la selezione, il primo YF-22 è stato ritirato in un museo, mentre il secondo prototipo ha continuato a volare fino a quando un incidente lo ha relegato al ruolo di velivolo di prova dell'antenna.

## Tecnica
L'YF-22 ha un layout aerodinamico e configurazione simile a quella dell'F-22, ma con differenze nella posizione e nel design del cockpit, delle alette di coda, delle ali e nella disposizione strutturale interna.